# Der Rancher vom Colorado-River
Der Rancher vom Colorado-River (Originaltitel: L'uomo della valle maledetta) ist ein 1964 entstandener, früher Italowestern von Siro Marcellini, der unter Pseudonym inszenierte. Ty Hardin spielt die Hauptrolle des am 3. September 1965 in Deutschland erstaufgeführten Filmes.

## Handlung
Gwen heiratete gegen den Willen ihres Vaters Sam Burnett den Indianer Torito und lebt bei dessen Stamm. Nach einer Entführung durch einen verfeindeten Indianer-Stamm flüchtet sie und wird von Cowboy Johnny in Sicherheit gebracht. Johnny sucht Gwens Vater auf, in dessen Obhut er sie übergeben will. Zwischenzeitlich hat ihr Ehemann Torito sie jedoch wieder nach Hause geholt. Johnny und Burnett versuchen das Paar zu überzeugen, auf Burnetts Ranch zu ziehen; während Torito sich weigert, folgt Gwen ihrem Vater dorthin. Johnny begleitet sie und stellt fest, dass Gwen ihren Mann wirklich liebt. Er kehrt zu Torito zurück und versucht ihn dazu zu bringen, seiner Frau zu folgen. Zwischenzeitlich greifen die um ihre Geisel gebrachten Indianer Burnetts Ranch an. Alle Bewohner außer Gwen kommen bei der letztlich vergeblichen Verteidigung ums Leben, letztere wird erneut Entführungsopfer. Johnny und Torito schließen sich zusammen und können Gwen schlussendlich befreien.

## Kritik
„Formal schwacher, inhaltlich sympathischer Euro-Western“, schrieb das Lexikon des internationalen Films. Ähnlich urteilt film.tv.it: „Etwas gedehnter und statischer Western von ungewöhnlicher Intimität.“

## Bemerkungen
Der Film erfuhr als einer von wenigen Italowestern nach seinem Kinoeinsatz keinerlei andersartige Auswertung auf Videokassette oder DVD. Der Soundtrack erschien als CD bei Nazionalmusic 2011.
Das Pseudonym Omar Hopkins wird manchmal Primo Zeglio zugeschrieben.